# Marvin Bejarano
Marvin Orlando Bejarano Jiménez (ur. 6 marca 1988 w Tariji) – boliwijski piłkarz występujący na pozycji lewego obrońcy, obecnie zawodnik Oriente Petrolero.

## Kariera klubowa
Bejarano pochodzi z miasta Tarija i jest wychowankiem tamtejszego zespołu Unión Tarija. W seniorskiej drużynie, występującej wówczas w drugiej lidze boliwijskiej, spędził rok, po czym został zawodnikiem pierwszoligowego Universitario de Sucre. Szybko wywalczył sobie miejsce w wyjściowej jedenastce i w sezonie Apertura 2008 zdobył pierwsze w historii klubu mistrzostwo Boliwii. Był to zarazem jego jedyny sukces odniesiony w barwach Universitario, którego barwy reprezentował ogółem przez prawie pięć lat. W 2009 roku wziął udział w pierwszym międzynarodowym turnieju w karierze – Copa Libertadores, jednak jego drużyna nie zdołała wyjść z grupy.
Latem 2011 Bejarano przeszedł do zespołu Oriente Petrolero z siedzibą w mieście Santa Cruz, gdzie od razu został podstawowym defensorem ekipy.

## Kariera reprezentacyjna
W 2007 roku Bejarano znalazł się w składzie reprezentacji Boliwii U-20 na Młodzieżowe Mistrzostwa Ameryki Południowej, gdzie rozegrał jeden mecz, a jego drużyna zajęła przedostatnie miejsce w grupie, nie kwalifikując się na Mistrzostwa Świata U-20 w Kanadzie. W seniorskiej reprezentacji Boliwii zadebiutował 5 września 2009 w przegranym 0:1 spotkaniu z Paragwajem w ramach eliminacji do Mistrzostw Świata 2010, na które jego kadra narodowa nie zdołała ostatecznie awansować.